# 抢劫恋爱
《抢劫恋爱》 （丹麦语：Monas Verden）是一部2001年的丹麦电影，由乔纳斯·埃尔默导演。
该故事最初由导演和主演西德·巴贝特·克努森一同创作，随后交给其他演员们一起即兴发挥进行了试拍，最后由Nikolaj Peyk总结编写成剧本。 
埃尔默还萌生了创建一个网站的想法，网络上的每个人都可以给电影提出建议，比如演员台词、地点、海报、标语、标志和电影情节。 该网站于2000年建立。

## 演员表
- 西德·巴贝特·克努森（英语：Sidse Babett Knudsen） - Mona
- 托马斯·博·拉森（英语：Thomas Bo Larsen）- Thorbjørn
- 麦斯·米科尔森 - Casper
- 克劳斯·邦丹（英语：Klaus Bondam）- Don J
- 杰斯帕·阿索尔特（英语：Jesper Asholt） - Chefen
- 布贾内·亨里克森（英语：Bjarne Henriksen）- Tommy
- 博迪尔·乌德森（英语：Bodil Udsen）- Gudrun

## 获奖和提名
- 2001年曼海姆-海德堡国际电影节（英语：Mannheim-Heidelberg International Filmfestival），纪念赖纳·维尔纳·法斯宾德特别奖，获奖者：乔纳斯·埃尔默（英语：Jonas Elmer (director)）
- 2002年罗伯特奖最佳影片奖提名
- 2002年波迪尔奖最佳女主角提名